# Baksa
Baksa (kroatisch Bokšica) ist eine ungarische Gemeinde im Kreis Sellye im Komitat Baranya.

## Geografische Lage
Baksa liegt 17 Kilometer südwestlich des Komitatssitzes Pécs und 21 Kilometer nordöstlich der Kreisstadt Sellye. Nachbargemeinden sind Pécsbagota, Görcsöny, Kisdér, Tengeri und Téseny.

## Geschichte
Im ersten Schriftwerk (1247) wurde der Name der Gemeinde als Boxa, Baxa geschrieben. Er kommt aus dem altslawischen Namen Bokscha, Bogscha oder „aus dem altbulgarischen Boksu, Bocsu, ein altbulgarischer Personenname, beim Anonymus regi Belae notarius in folgendem Passus: ‚Nam de terra Bular fenerunt quidam nobilissimi Domini cum magna multitudine Hismahelitamm quorum nomina fuere Bila et Bocsu‘; ein Eigenname, der noch später als Geschlechts- und Personenname bei den alten Magyaren in der Form von Baxa, Baksa und Maksa vorkommt, und mit dem mongolisch-türkischen Personen- und Würdenamen Bakhsi, Bakhsai = Priester, Weiser, Schriftkundiger (heute bedeutet Bakhs = Troubadour) identisch ist. Bulgar ist die ethnische Bezeichnung eines vom 5. Jahrhundert bis nach dem Einfalle der Mongolen an der mittleren Wolga lebenden turko -tatarischen Volkes.“
Unter der türkischen Herrschaft bewahrte das Dorf seine Bevölkerung, anders als Rádfa, das heutzutage zu Baksa gehört.
Im 20. Jahrhundert war die Ezüstkalász Produktionsgenossenschaft der größte Arbeitgeber in der Umgebung, sie wurde 1993 geschlossen.
Anfang der 1990er Jahre wurde die Sankt-Martin-Kapelle gebaut.

## Sehenswürdigkeiten
- Die römisch-katholische Kirche Szent Marton wurde zu Ehren des Bischofs Sankt Martin von Tours geweiht.
- Skulptur Álmodozó, erschaffen von László Tuza
- Wasserturm aus Ziegelsteinen erbaut
- Weltkriegopferdenkmal (Denkmal der Helden)

Kirche Szent Marton
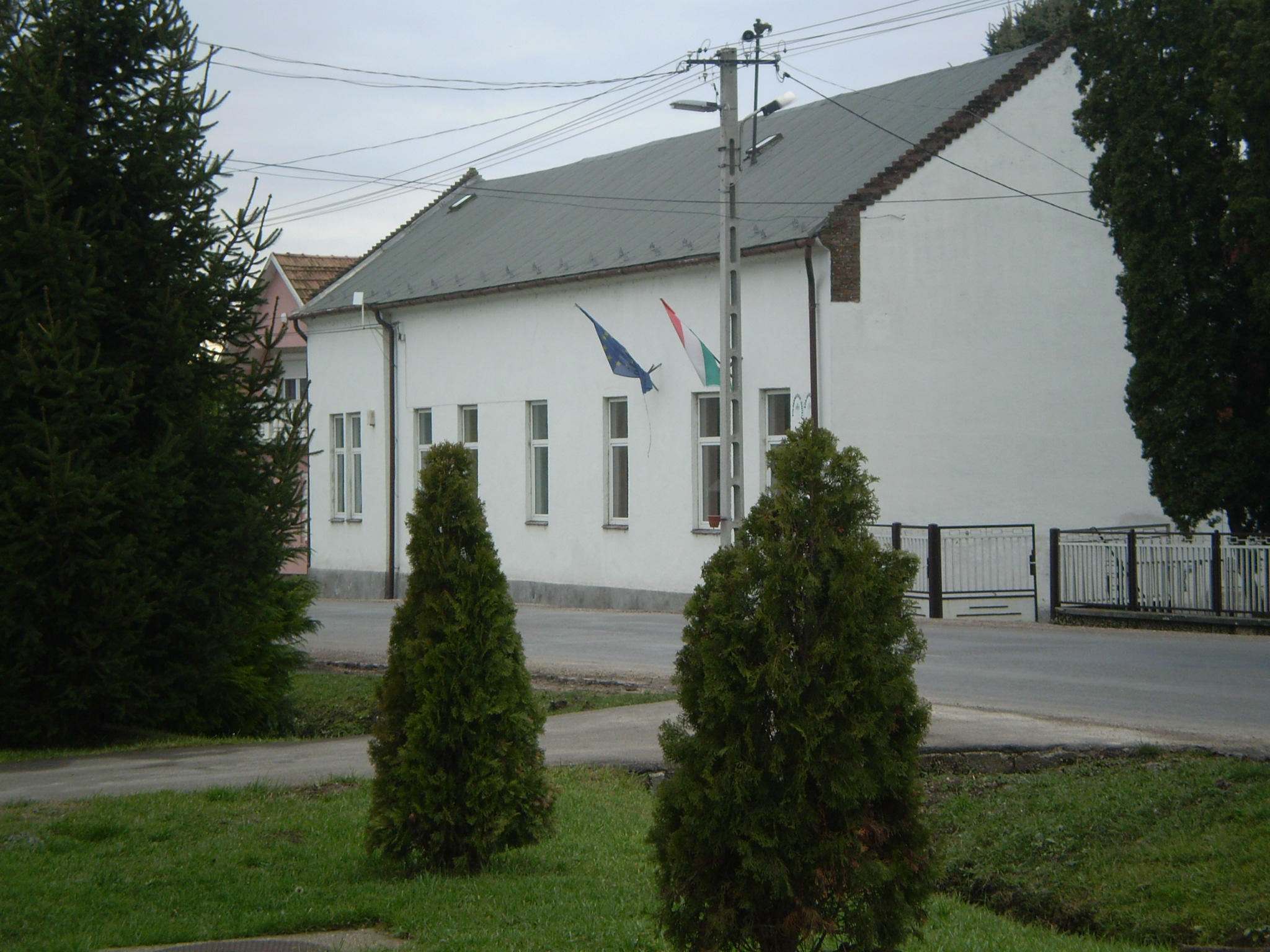
Bürgermeisteramt
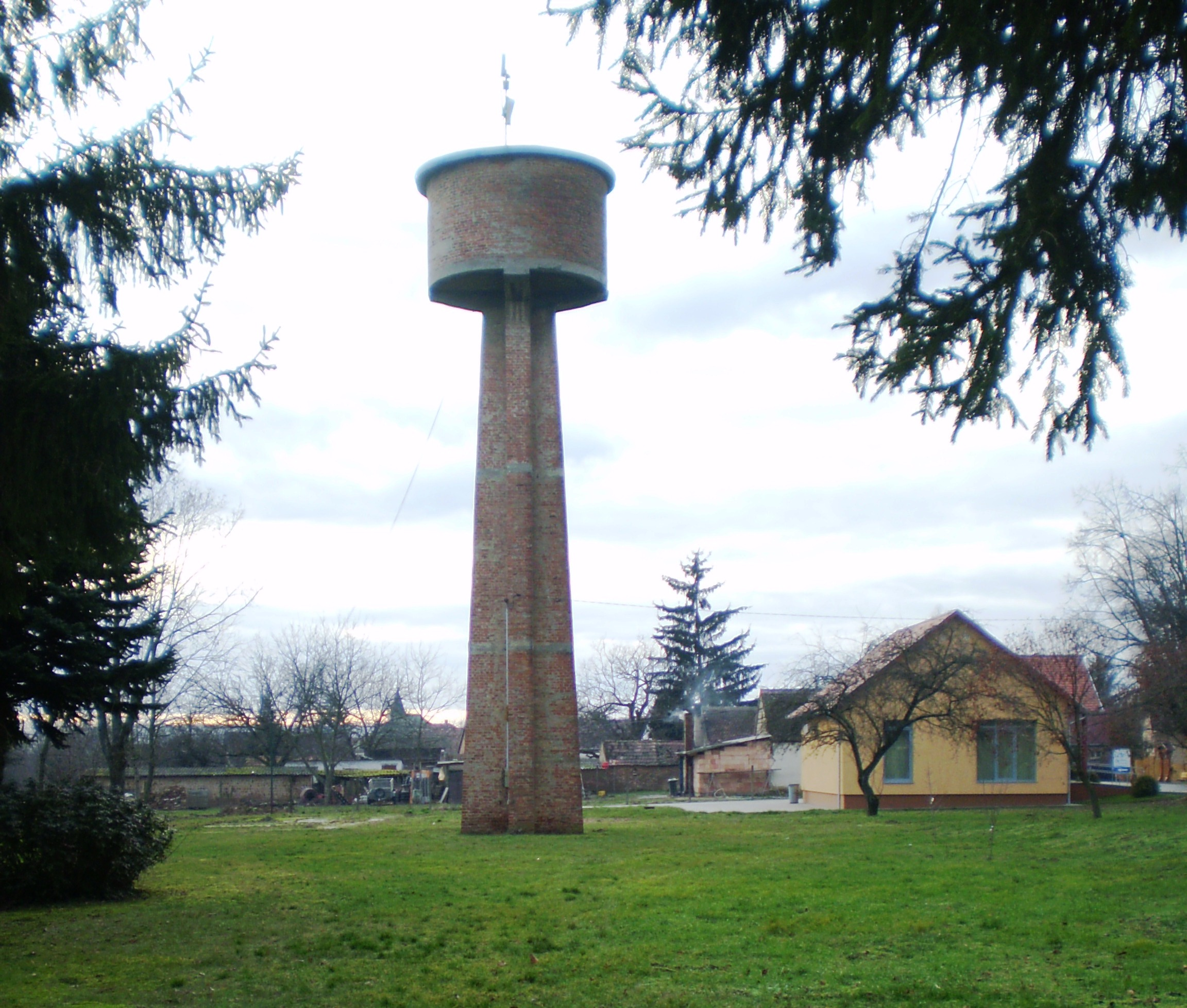
Wasserturm
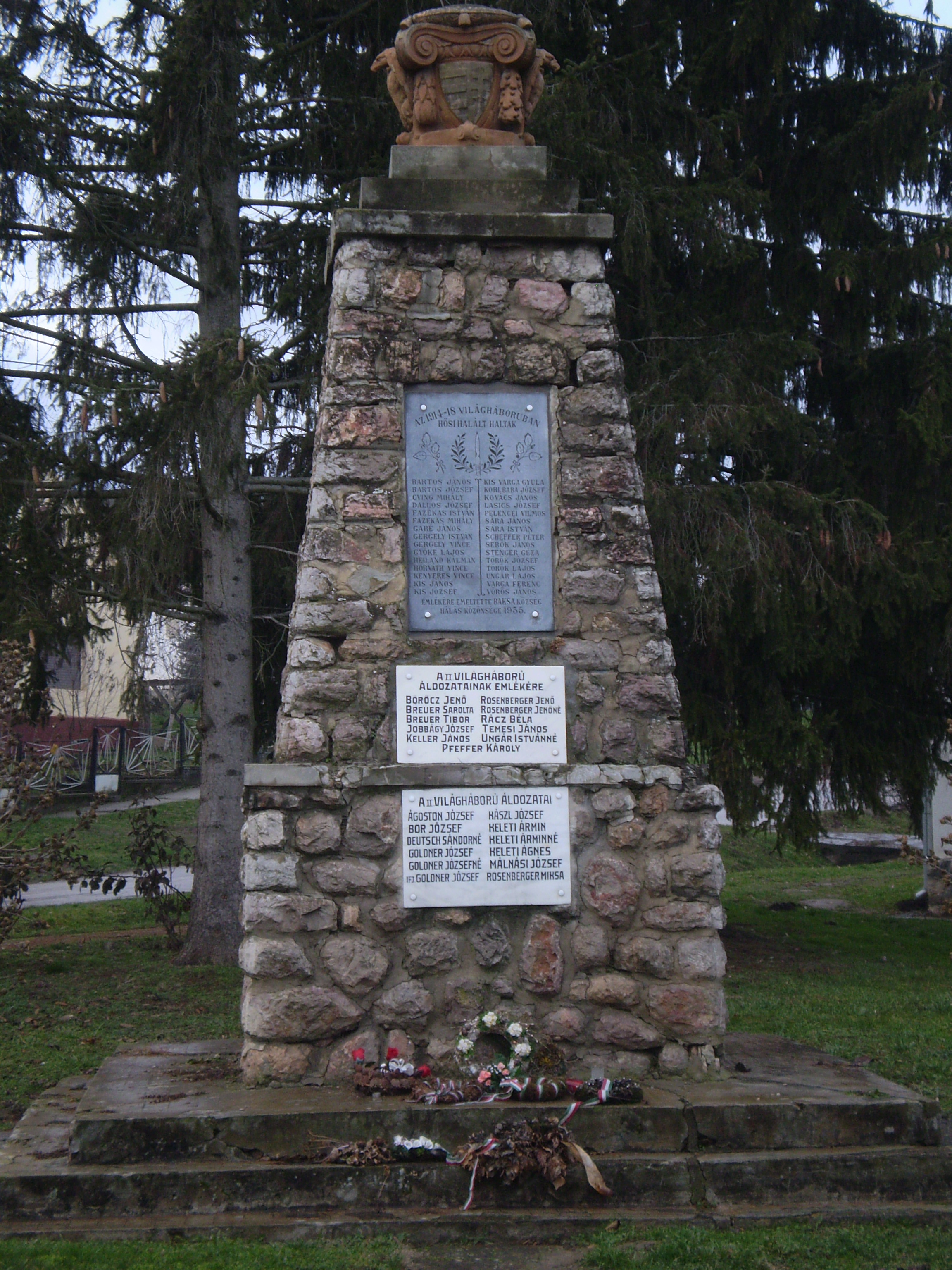
Weltkriegsdenkmal

## Verkehr
In Baksa treffen die Landstraßen Nr. 5801, Nr. 5802 und Nr. 5812 aufeinander. Es bestehen Busverbindungen über Bogádmindszent und Páprád nach Vajszló sowie über Görcsöny und Pellérd nach Pécs. Die nächstgelegenen Bahnhöfe befinden sich nordöstlich in Mecsekalja-Cserkút und nordwestlich in Szentlőrinc.